# Yacine Salhi
Ne doit pas être confondu avec Yassine Salhi.
Yacine Salhi est un footballeur algérien né le 19 décembre 1993 à Bechloul dans la wilaya de Bouira. Il évolue au poste d'arrière gauche à l'ES Mostaganem.

## Carrière

### En clubs
Avec le MO Béjaïa, il participe à la Ligue des champions de la CAF 2016 et à la Coupe de la confédération 2016 où il termine finaliste.
Il participe avec le CS Constantine à la Ligue des champions de la CAF en 2018-2019. 

## Palmarès

### En clubs
| MO Béjaïa - Coupe d'Algérie (1) : - Vainqueur : 2014-15. - Championnat d'Algérie : - Vice-champion : 2014-2015. - Supercoupe d'Algérie : - Finaliste : 2015. - Coupe de la confédération : - Finaliste : 2016. - Championnat d'Algérie D2 (1) : - Champion : 2017-18. |  | CS Constantine - Supercoupe d'Algérie : - Finaliste : 2018. |